# 内沃尔
内沃尔是德国莱茵兰-普法尔茨州的一个市镇。总面积16.64平方公里，总人口2857人，其中男性1422人，女性1435人（2011年12月31日），人口密度172人/平方公里。